# Menzel Jemil
Menzel Jemil o Menzel Djemil (àrab: منزل جميل, Manzil Jamīl) és una ciutat de Tunísia a la governació de Bizerta, situada uns 5 km a l'est de la ciutat de Bizerta i uns 3 km a l'est de Zarzouna, a la riba nord del llac de Bizerta. La municipalitat té 18.344 habitants. És capçalera d'una delegació amb 42.700 habitants al cens del 2004.

## Economia
El govern hi va establir una zona industrial i la majoria de la població treballa en els serveis, la indústria i el turisme.

## Administració
És el centre de la delegació o mutamadiyya homònima, amb codi geogràfic 17 62 (ISO 3166-2:TN-12), dividida en cinc sectors o imades:
- Menzel Djemil Est (17 62 51)
- Menzel Djemil Ouest (17 62 52)
- Menzel Abderrahmen Est (17 62 53)
- Menzel Abderrahmen Ouest (17 62 54)
- El Azib (17 62 55)

Al mateix temps, forma una municipalitat o baladiyya (codi geogràfic 17 18), que s'estén per tres dels cinc sectors o imades de la delegació o mutamadiyya:
- Menzel Djemil Est (17 62 51)
- Menzel Djemil Ouest (17 62 52)
- El Azib (17 62 55)